# Pleurotomella hermione
Pleurotomella hermione é uma espécie de gastrópode do gênero Pleurotomella, pertencente a família Raphitomidae.